# 雷德侯
雷德侯 (Lothar Ledderose，1942年7月12日—)，生于慕尼黑，德国海德堡大学教授，汉学家、艺术史学家。

## 生平
世界著名的艺术史学家和汉学家之一。 1942年7月12日出生德国慕尼黑，在科隆完成文理中學教育後，曾於科隆、波恩、巴黎、台北及海德堡等地的大學學習東亞藝術史、漢學與日本學，並獲得哲學博士學位。
畢業後赴美國普林斯頓大學及哈佛大學從事艺术史的研究工作，1971年至1972年其間曾於台北國立故宮博物院從事翻譯工作，1973年至1975年間於日本東京大學的東方文化研究所（Oriental Cultural Institute）擔任研究員，1975年返回德國並於柏林的東亞藝術博物館（Museum of East Asian Art）工作。1976年時获得科隆大學的特许任教资格，同年獲得海德堡的大學東亞藝術史教授資格。
2005年，因他在艺术史上对中国艺术史中刻石书法的研究获得了和诺贝尔奖齐名的国际学术大奖巴尔赞奖（奖金100万瑞士法郎/约 660.000 欧元/相当于660多万人民币），雷德侯是继世界上英国著名的艺术史学家贡布里希之后的又一位获此最高人文学术奖的德国艺术史学家。
他代表著作有获得列文森图书奖的《万物》、《米芾与中国书法的古典传统》等。

## 引用

### 网页
1. 《Lothar Ledderose, Germany: a portrait》，https://web.archive.org/web/20060513034133/http://www.balzan.com/en/preistraeger/ledderose.cfm
2. 德国之声，《深入研究中国佛教石文，德国汉学家摘取人文最高奖》，http://www.dw-world.de/dw/article/0,1564,1717264,00.html （页面存档备份，存于）
3. 德国教授的中国文化情，https://web.archive.org/web/20070927212622/http://www.hsm.com.cn/node2/node116/node1486/node1489/userobject6ai260083.html